# Чемпіонат Хмельницької області з футболу
Чемпіонат Хмельницької області з футболу — обласні футбольні змагання серед аматорських команд. Проводяться під егідою Хмельницької обласної асоціації футболу.

## Усі переможці
| Сезон       | Чемпіон                                             | 2 місце                                             | 3 місце                                    |
| 1939        | «Динамо» (м. Кам'янець-Подільський)                 |                                                     |                                            |
| 1940        | «Динамо» (м. Кам'янець-Подільський)                 |                                                     |                                            |
|             |                                                     |                                                     |                                            |
| 1953        | «Динамо» (м. Проскурів)                             | «Динамо» (м. Кам'янець-Подільський)                 |                                            |
| 1954        | «Буревісник» (м. Кам'янець-Подільський)             |                                                     |                                            |
| 1955        | «Буревісник» (м. Кам'янець-Подільський)             |                                                     |                                            |
| 1956        | «Буревісник» (м. Кам'янець-Подільський)             |                                                     |                                            |
| 1957        | «Буревісник» (м. Кам'янець-Подільський)             |                                                     |                                            |
| 1958        | «Буревісник» (м. Кам'янець-Подільський)             |                                                     |                                            |
| 1959        | «Буревісник» (м. Кам'янець-Подільський)             |                                                     |                                            |
| 1960        | «Поділля» ДСТ «Авангард» (м. Кам'янець-Подільський) | «Динамо» (м. Хмельницький)                          | «Колгоспник» (м. Дунаївці)                 |
| 1961        | «Поділля» ДСТ «Авангард» (м. Кам'янець-Подільський) | «Колгоспник» (м. Дунаївці)                          | збірна (м. Старокостянтинів)               |
| 1962        | «Поділля» ДСТ «Авангард» (м. Кам'янець-Подільський) |                                                     |                                            |
| 1963        | «Поділля» ДСТ «Авангард» (м. Кам'янець-Подільський) | «Стріла» (м. Ізяслав)                               |                                            |
| 1964        | «Поділля» ДСТ «Авангард» (м. Кам'янець-Подільський) |                                                     |                                            |
| 1965        | «Буревісник» (м. Кам'янець-Подільський)             | «Поділля» ДСТ «Авангард» (м. Кам'янець-Подільський) |                                            |
| 1966        | «Поділля» ДСТ «Авангард» (м. Кам'янець-Подільський) |                                                     |                                            |
| 1967        | «Поділля» ДСТ «Авангард» (м. Кам'янець-Подільський) |                                                     |                                            |
| 1968        | «Енергія» ДСТ «Авангард» (м. Хмельницький)          | «Папірник» ДСТ «Авангард» (смт Понінка)             | «Олімпієць» (м. Старокостянтинів)          |
| 1969        | «Мебельник» (м. Кам'янець-Подільський)              | «Енергія» ДСТ «Авангард» (м. Хмельницький)          | «Хвиля» (м. Хмельницький)                  |
| 1970        | «Случ»(м. Красилів)                                 |                                                     |                                            |
| 1971        | «Електрон» (м. Кам'янець-Подільський)               |                                                     |                                            |
| 1972        | «Електрон» (м. Кам'янець-Подільський)               |                                                     |                                            |
| 1973        | «Случ»(м. Красилів)                                 | «Електроприлад» (м. Кам'янець-Подільський)          | «Трактор» (м. Хмельницький)                |
| 1974        | «Случ»(м. Красилів)                                 | «Трактор» (м. Хмельницький)                         | «Дністер» (смт Стара Ушиця)                |
| 1975        | «Буревісник» (м. Кам'янець-Подільський)             | «Енергія» ДСТ «Авангард» (м. Хмельницький)          | «Случ»(м. Красилів)                        |
| 1976        | «Енергія» ДСТ «Авангард» (м. Хмельницький)          | «Поділля» (м. Кам'янець-Подільський)                | «Цементник» (м. Кам'янець-Подільський)     |
| 1977        | «Буревісник» (м. Кам'янець-Подільський)             | «Случ»(м. Красилів)                                 | «Енергія» ДСТ «Авангард» (м. Хмельницький) |
| 1978        | ХТІПО (м. Хмельницький)                             | «Поділля-2» (м. Хмельницький)                       | «Металіст» (м. Красилів)                   |
| 1979        | ХТІПО (м. Хмельницький)                             | «Колос» (м. Кам'янець-Подільський)                  | «Корчагінець» (м. Шепетівка)               |
| 1980        | «Случ»(м. Красилів)                                 | «Корчагінець» (м. Шепетівка)                        | «Поділля-2» (м. Хмельницький)              |
| 1981        | «Случ»(м. Красилів)                                 | «Поділля» (м. Кам'янець-Подільський)                | «Цементник» (м. Кам'янець-Подільський)     |
| 1982        | «Катіон» (м. Хмельницький)                          | «Смотрич» (м. Кам'янець-Подільський)                | «Поділля-2» (м. Хмельницький)              |
| 1983        | «Корчагінець» (м. Шепетівка)                        | «Буревісник» (м. Кам'янець-Подільський)             | «Сокіл» (м. Красилів)                      |
| 1984        |                                                     |                                                     |                                            |
| 1985        |                                                     |                                                     |                                            |
| 1986        | «Трактор» (м. Хмельницький)                         | «Корчагінець» (м. Шепетівка)                        | КПСІ (м. Кам'янець-Подільський)            |
| 1987        | «Протон» (м. Нетішин)                               | «Дністер» (смт Стара Ушиця)                         | «Трактор» (м. Хмельницький)                |
| 1988        | «Трактор» (м. Хмельницький)                         | «Іскра» (смт Теофіполь)                             | «Корчагінець» (м. Шепетівка)               |
| 1989        | «Стріла» (м. Волочиськ)                             | «Трактор» (м. Хмельницький)                         | «Іскра» (смт Теофіполь)                    |
| 1990        | «Іскра» (смт Теофіполь)                             | «Темп» (м. Шепетівка)                               | «Трактор» (м. Хмельницький)                |
| 1991        | «Збруч» (м. Волочиськ)                              | «Случ»(м. Красилів)                                 | «Нива» (смт Летичів)                       |
| 1992(весна) | «Адвіс» (м. Хмельницький)                           | «Случ»(м. Красилів)                                 | «Смотрич» (м. Кам'янець-Подільський)       |
| 1992/1993   | «Адвіс» (м. Хмельницький)                           | «Термопласт» (м. Хмельницький)                      | ФК «Полонне» (м. Полонне)                  |
| 1993(осінь) | «Адвіс» (м. Хмельницький)                           | «Случ»(м. Красилів)                                 | «Цементник» (м. Кам'янець-Подільський)     |
| 1994        | «Нива-Текстильник» (м. Дунаївці)                    | «СКА» (м. Старокостянтинів)                         | «Енергетик» (м. Нетішин)                   |
| 1995        | «Імпульс» (м. Кам'янець-Подільський)                | «Енергетик» (м. Нетішин)                            | «Клен» (м. Хмельницький)                   |
| 1996        | «Енергетик» (м. Нетішин)                            | «Случ»(м. Красилів)                                 | «Збруч» (м. Волочиськ)                     |
| 1997        | «Адвіс» (м. Хмельницький)                           | «Імпульс» (м. Кам'янець-Подільський)                | «СДЮШОР» (м. Шепетівка)                    |
| 1998        | «Адвіс» (м. Хмельницький)                           | «Енергетик» (м. Нетішин)                            | «СДЮШОР» (м. Шепетівка)                    |
| 1999        | «Динамо-Орбіта» (м. Кам'янець-Подільський)          | «Імідж-Університет» (м. Хмельницький)               | «Нива-Текстильник» (м. Дунаївці)           |
| 2000        | «Збруч» (м. Волочиськ)                              | «Нива-Текстильник» (м. Дунаївці)                    | «Случ»(м. Красилів)                        |
| 2001        | «Поділля-2» (м. Хмельницький)                       | «Збруч» (м. Волочиськ)                              | «Нива-Текстильник» (м. Дунаївці)           |
| 2002        | «Іскра» (смт Теофіполь)                             |                                                     |                                            |
| 2003        | «Іскра» (смт Теофіполь)                             | «Енергія» (м. Хмельницький)                         | «Поділля» (смт Летичів)                    |
| 2004        | «Нива-Текстильник» (м. Дунаївці)                    | «Іскра» (смт Теофіполь)                             | ФК «Случ» (м. Старокостянтинів)            |
| 2005        | «Збруч» (м. Волочиськ)                              | «Іскра» (смт Теофіполь)                             | «Будфарфор» (м. Славута)                   |
| 2006        | «Будфарфор» (м. Славута)                            | «Іскра» (смт Теофіполь)                             | «Агробізнес» (м. Волочиськ)                |
| 2007        | «Іскра» (смт Теофіполь)                             | «ІНАПіК» (м. Дунаївці)                              | «Агробізнес» (м. Волочиськ)                |
| 2008        | «Збруч-Астарта» (м. Волочиськ)                      | «ІНАПіК» (м. Дунаївці)                              | «Енергетик» (м. Нетішин)                   |
| 2009        | «Збруч-Агро» (м. Волочиськ)                         | «Верест-ІНАПіК» (м. Дунаївці)                       | ФК «Красилів» (м. Красилів)                |
| 2010        | «Поділля» (м. Хмельницький)                         | «Збруч» (м. Волочиськ)                              | «Енергетик» (м. Нетішин)                   |
| 2011        | «Збруч» (м. Волочиськ)                              | ФК «Полонне» (м. Полонне)                           | ФК «Славута» (м. Славута)                  |
| 2012        | «Збруч» (м. Волочиськ)                              | ФК «Красилів» (м. Красилів)                         | ФК «Случ» (м. Старокостянтинів)            |
| 2013        | ФК «Случ» (м. Старокостянтинів)                     | «Збруч» (м. Волочиськ)                              | «Енергетик» (м. Нетішин)                   |
| 2014        | «Збруч» (м. Волочиськ)                              | ФК «Случ» (м. Старокостянтинів)                     | «Поділля» (м. Хмельницький)                |
| 2015        | «Збруч» (м. Волочиськ)                              | ФК «Случ» (м. Старокостянтинів)                     | СК «Поділля»-ДЮСШ-1 (м. Хмельницький)      |
| 2016        | «Агробізнес» (м. Волочиськ)                         | ФК «Случ» (м. Старокостянтинів)                     | «Случ»(м. Красилів)                        |
| 2017        | «Агробізнес-2» (м. Волочиськ)                       | ФК «Хмельницький-ДЮСШ № 1» (м. Хмельницький)        | ФК «Случ» (м. Старокостянтинів)            |
| 2018        | «Случ» (м. Красилів)                                | «Іскра» (смт Теофіполь)                             | ФК «Случ» (м. Старокостянтинів)            |
| 2019        | «Епіцентр» (м. Дунаївці)                            | «Случ» (м. Красилів)                                | ФК «Случ» (м. Старокостянтинів)            |
| 2020        | «Агробізнес» (смт. Нова Ушиця)                      | «ОТГ Стара Синява» (смт. Стара Синява)              | «Перлина Поділля» (смт. Білогір'я)         |
| 2021        | «Колос» (м. Полонне)                                | «Іскра» (смт. Теофіполь)                            | «Случ» (м. Красилів)                       |
| 2022        | «Іскра» (смт. Теофіполь)                            | «Колос» (м. Полонне)                                | «Антоніни» (смт. Антоніни)                 |
| 2023        | «Колос» (м. Полонне)                                | «Случ» (м. Красилів)                                | «Антоніни» (смт. Антоніни)                 |
| 2024        | «Колос» (м. Полонне)                                | «Адреналін-ДЮСШ-1» (м. Хмельницький)                | «Іскра-Поділля» (смт. Теофіполь)           |
| 2025        |                                                     |                                                     |                                            |